# The Honeymooners (film 1914)
The Honeymooners è un cortometraggio muto del 1914 diretto da Harry Solter. La protagonista Florence Lawrence, moglie del regista, è stata una delle attrici più famose del cinema muto degli anni dieci.

## Produzione
Il film fu prodotto dalla Victor Film Company, la compagnia fondata nel 1912 da Solter, la moglie Florence Lawrence e il produttore Carl Laemmle.

## Distribuzione
Distribuito dall'Universal Film Manufacturing Company, il film - un cortometraggio in due bobine - uscì nelle sale cinematografiche statunitensi il 13 marzo 1914.